# José Mojica
Frate José de Guadalupe Mojica, O.F.M., nome alla nascita Crescenciano Abel Exaltación de la Cruz José de Jesús Mojica Montenegro y Chavarín (San Gabriel, 14 settembre 1895 – Lima, 20 settembre 1974), è stato un francescano, attore e tenore messicano, conosciuto nel campo della musica e del cinema come José Mojica.

## Biografia
José Mojica [mohi-ca] entrò nel mondo dell'industria cinematografica americana prima di entrare nella vita religiosa. Insieme a Dolores del Río, Tito Guízar, Ramón Novarro e Lupe Vélez, è stato tra i pochi messicani che hanno fatto la storia nei primi anni di Hollywood. Riguardo alla sua attività come frate, cantante e attore, sentiva che la religione e l'arte non sono mai state in conflitto. Se Dio mi ha dato la grazia della voce e l'abilità nel canto, li uso per la sua gloria, spiegava.

### Primi anni
Nato a San Gabriel, Jalisco, Mojica crebbe in una comunità di piantagioni di caffè e zucchero fino all'età di sei anni, dopo la morte del patrigno Francisco. Non ha mai conosciuto il suo vero padre. Quando la famiglia allargata della madre subì problemi finanziari, si trasferirono con mezzi limitati a Città del Messico, dove studiò all'Accademia di San Carlos e in seguito frequentò la Scuola Nazionale di Agricoltura.
Nel suo libro "I, a Sinner" Mojica scrisse a proposito della rivoluzione e della controrivoluzione, della chiusura dell'accademia militare dovuta al conflitto armato della rivoluzione messicana e della sua lotta personale contro questi eventi. Questa esperienza lo portò a trovare la sua vera vocazione. Iniziò a prendere lezioni di canto privatamente, mentre studiava al Conservatorio Nazionale di Musica del Messico.
Mentre era al Conservatorio, Mojica sviluppò anche il suo talento nel teatro e mostrò un particolare dono per le lingue, per cui imparò l'inglese, l'italiano e il francese. Imparò a suonare la chitarra e le canzoni messicane e praticò danza, atletica ed equitazione. Il suo desiderio era di iniziare finalmente a lavorare come tenore operistico al Teatro Ideal. Il 5 ottobre 1916 debuttò al Teatro Arbeu, interpretando il ruolo del Conte Almaviva nell'opera di Rossini Il barbiere di Siviglia. L'anno seguente, interpretò il ruolo di Rodrigo nell'Otello di Verdi.

### Carriera negli Stati Uniti
Poco dopo che gli Stati Uniti erano entrati nella prima guerra mondiale, Mojica si trasferì a New York, finanziato con $ 500, e si diede da fare, svolgendo lavori modesti, prima di entrare in una compagnia d'opera. Nel tempo libero assistiteva alle esibizioni di Enrico Caruso al Metropolitan Opera House. Il famoso Caruso, che aveva conosciuto Mojica nel 1919, fu colpito dalle sue capacità vocali e lo aiutò ad ottenere un contratto con la Chicago Civic Opera. Debuttò il 22 novembre 1919 ed interpretò il ruolo minore di Lord Arthur Bucklaw nella Lucia di Lammermoor di Donizetti quello stesso anno, un'opera liberamente ispirata al romanzo storico di Sir Walter Scott The Bride of Lammermoor.
Mentre era a Chicago ottenne ruoli secondari, mentre la sua carriera iniziò lentamente a prendere slancio nel 1921, quando interpretò i ruoli principali in Pelléas et Mélisande di Debussy e in L'amore delle tre melarance di Prokof'ev, a fianco del rinomato soprano Mary Garden. Prokofiev partecipò alle prove di Mojica, quando Mojica fece la sua prima esibizione il 30 dicembre, cantando in francese. Mojica fece amicizia con Fëdor Šaljapin durante la sua visita a Chicago. Sotto la guida di Šaljapin, interpretò il ruolo di Šujskij nel Boris Godunov di Musorgskij.
Caruso fece altre due presentazioni che influenzarono la sua carriera. Nella prima Caruso raccomandò  Mojica ad Edison perché diventasse uno dei Tre Tenori di Edison. Con la seconda Caruso inviò lettere di presentazione insieme a Mojica a Hollywood, dove erano necessarie voci giovani per cantare nei "film col sonoro". Andando in California e, fatta eccezione per i singoli viaggi di ritorno a Chicago e New York per impegni di canto, la sua carriera continuò nei film a Hollywood e in tutta l'America Latina.
Nel 1933, dopo aver lasciato Chicago, Mojica fece un viaggio attraverso l'Atlantico, cantando all'ambasciata messicana a Berlino ed esibendosi in Italia e in Egitto. In seguito lavorò presso il Metropolitan Opera House, dove gli fu dato un ruolo da protagonista al fianco di Lily Pons. Cantò anche all'Opera di Chicago come Fenton nel Falstaff di Verdi durante la stagione 1940.

### Carriera nella registrazione
La versatilità di Mojica si riflette nella sua vasta discografia, che registrò per Edison e la Victor.
Quando Mojica registrò per Edison nel 1925, era diventato una figura importante all'Opera di Chicago, cantando nei ruoli principali. Lasciò Edison ed entrò nel ruolino della Victor nel 1927 e realizzò diversi primi film sonori di successo. Si spostava tranquillamente negli anni '30 attraverso il mondo dell'opera, del cinema e dei concerti, ma lasciò questo ambiente nel 1943 per diventare sacerdote. Come Edison, Mojica alla fine sarebbe diventato completamente sordo.
Le sue famose registrazioni musicali mostrano un'affascinante voce lirica che viene utilizzata con abilità e immaginazione in brani come Júrame, composto per Mojica da María Grever, pubblicato da Victor nel 1927. La canzone è diventata un successo immediato ed è stata registrata da innumerevoli cantanti nel corso degli anni.

### Carriera a Hollywood
A parte l'Opera lirica, Mojica trovò il tempo per dedicarsi ad una carriera da attore a Hollywood. Per questo scopo iniziò a corteggiare i registi, uno dei quali era King Vidor. Quando Vidor apprese che Mojica voleva costruire una hacienda con un salone da musica dove "mostrare il suo talento", presentò Mojica all'architetto John Byers che aveva da poco finito di progettare la casa di Vidor. Mojica diceva a tutti che stava costruendo per sua madre una replica della hacienda che la sua famiglia aveva perso durante la secolarizzazione. Il fatto irritò Byers a tal punto che tolse la hacienda dalla lista delle case che aveva progettato. L'Hacienda Mojica nel Canyon di Santa Monica, dove in seguito visse con sua madre, Dona Virginia, si trovava in una posizione idilliaca sul torrente Santa Monica, con i vicini Leo Carrillo e Dolores del Río e con il resto della famiglia di Land Grant. Questa casa non era solo la "vetrina" di Mojica, ma attraverso i suoi costanti intrattenimenti diventò rapidamente il centro della comunità degli attori latini di Hollywood. "Il Ranch di Mojica a Santa Monica Creek era un posto dove potevamo rilassarci ed essere noi stessi, lontano dalle aspettative di Hollywood come attori sotto contratto".
Questa casa gli fornì "un palcoscenico" in cui esibirsi e attirare l'attenzione degli Studios vicini. Mojica firmò un contratto con la Fox Film Corporation nel 1930, facendo il suo debutto nello stesso anno nel ruolo di un fuorilegge spagnolo nel musical romantico One Mad Kiss (1930), con l'attrice argentina Mona Maris. Recitò con lei in altri film e spesso accanto alle attrici spagnole Conchita Montenegro e Rosita Moreno. Trovandosi a ricoprire ruoli nel corso della sua carriera di attore poté adattarsi a diversi ruoli che comprendevano latin lovers, un cosacco russo, il sultano di un harem e una curiosa rappresentazione del leggendario Dick Turpin. Per il resto del decennio girò anche in Argentina, Messico, Perù e Spagna.
Poco tempo prima del suo ritiro, Mojica eseguì in modo originale la canzone Solamente una vez, scritta da Agustín Lara, nel film del 1941 Melodías de América. Questa canzone fu conosciuta più tardi come You Belong to My Heart, con testi inglesi scritti da Ray Gilbert e fu registrata da molti altri artisti, tra cui Andrea Bocelli, Nat King Cole, Bing Crosby, Charlie Haden ed Elvis Presley.

### Antigua Villa Santa Monica
Antigua Villa Santa Monica si trova a San Miguel de Allende, una città e un comune nello stato di Guanajuato nel Messico centro-settentrionale. Questa proprietà fu costruita nel XVII secolo con ricchezza dell'industria mineraria spagnola, quando le montagne vicine erano ricche di argento. Abbandonata ai tempi della rivoluzione messicana, la villa rimase in rovina per anni. Mojica la acquistò nel 1933 e la ricostruì per sua madre, la cui salute stava indebolendosi. Incuriosito dalla bellezza di questa comunità, Mojica dava generosi intrattenimenti a Villa Santa Monica (dal nome della sua hacienda in California.) Fu una gioia per lui avvicinare i suoi amici di lavoro alla bellezza di Colonial City e dei suoi visitatori, inclusi compositori, scrittori, stelle della lirica, attori e pittori. Mojica immaginò un'enclave artistica per San Miguel. Ospiti della comunità artistica tra cui María Félix, Dolores del Río, Pedro Armendáriz, Gary Cooper, John Ford, John Huston, Pedro Infante, Agustín Lara, Jorge Negrete, Pedro Vargas e John Wayne in questa villa. Oggi, alcuni alberi sulla proprietà conservano le targhette delle celebrità che li hanno piantati. Il destino si intromise quando Mojica incontrò due giovani americani che viaggiavano attraverso il Messico su un treno e li invitò a fargli visita a San Miguel. Lo fecero e tornarono a fondare Belles Artes e l'Instituto Allende. Oggi, la visione della mecca culturale di Mojica per la città è ricompensato da San Miguel de Allende che lo riconosce come un cittadino illustre e la sua ex casa su Parque Jardin viene gestita come un lussuoso B&B in una strada di nome Padre Mojica. L'Antigua Villa Santa Monica divenne un prestigioso hotel a metà degli anni '40 dopo la morte di sua madre.
La morte di sua madre nel 1942 lo portò a riconsiderare la sua vita. Due anni dopo, abbandonò la sua carriera professionale e si unì all'Ordine Francescano in Perù, distribuendo la sua proprietà principalmente all'ordine religioso. Ma prima donò un orfanotrofio a San Miguel.

### Vita secolare
Anche dopo essersi ritirato dalla recitazione, Mojica si esibiva periodicamente per poter sostenere lodevoli opere caritatevoli. Dopo la sua carriera partì per Cusco, in Perù, entrando nel monastero di San Francesco, Lima e adottò il nome di Francisco José de Guadalupe Mojica. A Lima frate Mojica fondò una scuola per insegnare ai preti. Tuttavia il fascino del palcoscenico non poteva stare a lungo lontano dalla sua vita, poiché Mojica iniziò a dirigere rappresentazioni amatoriali e in seguito divenne un pittore per continuare la sua eredità artistica. Quindi, attraverso due decenni degli anni '50 e '60, apparve in alcuni film per raccogliere fondi per il suo ordine, facendo anche una tournée di concerti in Centro America nel 1954, per raccogliere fondi.
Quando Mojica fu afflitto da una temporanea sordità, fu sollecitato dai suoi superiori a scrivere la sua autobiografia, mettendo termine al canto. Terminò il suo libro di memorie, Yo pecador... (Io peccatore) nel 1956. Il libro ha venduto più di tre milioni di copie in spagnolo prima della sua traduzione in inglese nel 1963. Un adattamento cinematografico del libro con lo stesso titolo è stato realizzato nel 1959.

### Morte
Alla fine Mojica perse completamente l'udito e divenne sordo. Dopo aver sofferto per anni di epatite acuta, è morto nel 1974 per insufficienza cardiaca nel Monastero di San Francisco a Lima, a soli sei giorni dal suo 79º compleanno.

## Incisioni più importanti
| Data | Titolo                                 | Compositore                     | Etichetta      |
| ---- | -------------------------------------- | ------------------------------- | -------------- |
| 1924 | Al pie de tu ventana                   | Traditional serenade            | Edison 80794   |
| 1924 | Eres tú                                | Alfonso Esparza Oteo            | Edison 80792   |
| 1924 | Golondrina mensajera                   | Alfonso Esparza Oteo            | Edison 80792   |
| 1924 | Princesita                             | José Padilla Sánchez            | Edison 80794   |
| 1925 | El Nopal                               | Mario Talavera                  | Edison 60047-L |
| 1925 | Lejos de ti                            | Manuel M. Ponce                 | Edison 60049-L |
| 1925 | Marchita el alma                       | Manuel M. Ponce                 | Edison 82344-L |
| 1926 | Una furtiva lagrima (L'elisir d'amore) | Gaetano Donizetti               | Edison 82344-A |
| 1926 | Gratia plena                           | Mario Talavera/Amado Nervo      | Edison 76018-L |
| 1926 | Lolita                                 | Arturo Buzzi-Peccia             | Edison 82344-L |
| 1927 | Pais azul                              | Jorge del Moral                 | Victor 40020   |
| 1927 | Pasas por el abismo                    | Jorge del Moral/Amado Nervo     | Victor 40021   |
| 1927 | Júrame                                 | María Grever                    | Victor 40023   |
| 1927 | Gratia plena                           | Mario Talavera/Amado Nervo      | Victor 40026   |
| 1928 | Salve, dimora                          | Charles Gounod                  | Victor 42962   |
| 1928 | Czar Berendey's cavatine               | Nikolai Rimsky-Korsakov         | Victor 42963   |
| 1930 | Oh! Where are you?                     | José Mojica/Troy Sanders        | Victor 58579   |
| 1930 | One mad kiss                           | José Mojica/Troy Sanders        | Victor 58658   |
| 1930 | Behind the mask                        | James F. Hanley/Joseph McCarthy | Victor 58659   |
| 1930 | Lament                                 | José Mojica/Dudley Nichols      | Victor 58662   |
| 1930 | ¿En dónde estás?                       | José Mojica/Troy Sanders        | Victor 62644   |
| 1930 | Un beso loco                           | José Mojica/Troy Sanders        | Victor 62645   |

## Filmografia
| Anno | Titolo                    | Nazione      | Genere                        | Ruolo                     | Rif.   |
| ---- | ------------------------- | ------------ | ----------------------------- | ------------------------- | ------ |
| 1930 | One Mad Kiss              | Stati Uniti  | Musical/Romantico             | José Salvedra             | [ 16 ] |
| 1930 | Cuando el amor ríe        | Stati Uniti  | Drammatico/Romantico          | Emilio Rodríguez de Viana | [ 17 ] |
| 1931 | Hay que casar al príncipe | Stati Uniti  | Commedia/Romantico            | Prince Alexis             | [ 18 ] |
| 1931 | La ley del harem          | Stati Uniti  | Musical/Romantico             | Prince Al-Hadi            | [ 18 ] |
| 1931 | Mi último amor            | Stati Uniti  | Commedia                      | Fernando Urrutia          | [ 19 ] |
| 1932 | El caballero de la noche  | Stati Uniti  | Adventure                     | Dick Turpin               | [ 20 ] |
| 1933 | El rey de los gitanos     | Stati Uniti  | Musical/Romantico             | Karol                     | [ 21 ] |
| 1933 | Melodía prohibida         | Stati Uniti  | Drammatico                    | Kalu                      | [ 22 ] |
| 1934 | La cruz y la espada       | Stati Uniti  | Drammatico                    | Fratello Francesco        | [ 23 ] |
| 1934 | Un capitan de Cosacos     | Stati Uniti  | Drammatico                    | Sergio Danikoff           | [ 24 ] |
| 1934 | Las fronteras del amor    | Stati Uniti  | Commedia/Musical/Romantico    | Miguel Segovia            | [ 25 ] |
| 1939 | The Adventurous Captain   | Stati Uniti  | Adventure/Musical/Romantico   | don Gil de Alcalá         | [ 26 ] |
| 1940 | The Miracle Song          | Messico      | Musical/Drammatico/Famiglia   | Ramón                     | [ 27 ] |
| 1941 | Melodies of America       | Argentina    | Commedia/Musical              | come se stesso            | [ 28 ] |
| 1953 | El pórtico de la gloria   | Spagna       | Melodramma/Religioso          | come se stesso            | [ 29 ] |
| 1959 | Yo pecador                | Messico      | Drammatico/Musical/Religioso  | come se stesso            | [ 30 ] |
| 1966 | Seguiré tus pasos         | Messico/Perù | Famiglia/Drammatico/Religioso | come se stesso            | [ 31 ] |

## Artisti correlati
- Agustín Lara
- María Grever
- Genaro Salinas
- Pedro Vargas